# دودنی بافی بلوچی
دودنی‌بافی بلوچی یکی از صنایع دستی سنتی مردم بلوچ در استان سیستان و بلوچستان ایران و نواحی بلوچستان پاکستان است. این هنر بومی با استفاده از نخ‌های رنگارنگ، دانه‌های گیاه اسپند (در زبان بلوچی: دودنی) و قاب‌های چوبی یا نی‌سازه‌های ساده ساخته می‌شود. دودنی‌بافی بازتابی از ذوق زنانه، باورهای سنتی، و زیبایی‌شناسی محلی در برابر چشم‌زخم و نیروهای منفی است.

## پیشینه
این هنر ریشه در زندگی سنتی بلوچ‌ها دارد و به‌طور خاص در میان زنان روستایی و عشایری رواج داشته‌است. دودنی‌ها معمولاً بر درگاه خانه‌ها، گهواره‌ها یا اتاق‌های نشیمن آویخته می‌شدند و علاوه بر زیبایی، نقشی محافظتی داشتند.

## مواد و مراحل ساخت
- دانهٔ اسپند: از گیاه خودرو در دشت‌های بلوچستان جمع‌آوری و خشک می‌شود.
- قاب اولیه: از دو چوب یا نی ضربدری یا چهارچوب مربعی ساخته می‌شود. گاهی با سوزن دوزی بلوچی تزیین می‌شود.
- نخ‌های رنگی: با بافت‌های لوزی یا مربعی شکل بر قاب کشیده می‌شوند.
- ریسه‌ها: دانه‌های دودنی به‌صورت آویخته از پایین قاب افزوده می‌شوند.

## کاربرد و نمادشناسی
ترکیب رنگ‌های شاد مانند سرخ، سبز، زرد و نیلی، در کنار حرکت آزاد نخ‌های آویخته‌شده، مفاهیمی چون نشاط، محافظت، و توازن انرژی را منتقل می‌کند. در باور مردم بلوچ، دودنی همچون تعویذی بصری برای دفع چشم‌زخم عمل می‌کند.

## وضعیت کنونی
با گسترش سبک زندگی شهری و تضعیف صنایع دستی، دودنی‌بافی نیز در معرض فراموشی است. با این حال، در برخی مناطق هنوز به شکل سنتی یا در قالب محصولات تزیینی احیاء می‌شود. نمایشگاه‌ها، فروشگاه‌های صنایع دستی و کارگاه‌های آموزش محلی در این زمینه نقش مهمی ایفا می‌کنند.